# Мајур (Јагодина)
Мајур је насељено место града Јагодине у Поморавском округу. Према попису из 2022. има 2480 становника (према попису из 2011. било је 2863 становника).

## Историја
До Другог српског устанка Мајур се налазио у саставу Османског царства. Након Другог српског устанка Мајур улази у састав Кнежевине Србије и административно је припадао Јагодинској нахији и Темнићској кнежини све до 1834. године када је Србија подељена на сердарства.
Овде се налазе ОШ "Радислав Никчевић" у Мајуру и Запис храст код цркве (Мајур).

## Демографија
У насељу Мајур живи 2243 пунолетна становника, а просечна старост становништва износи 40,1 година (39,2 код мушкараца и 41,0 код жена). У насељу има 910 домаћинстава, а просечан број чланова по домаћинству је 3,05.
Ово насеље је великим делом насељено Србима (према попису из 2002. године).
|  |

| Демографија | Демографија | Демографија |
| Година      | Становника  | Становника  |
| ----------- | ----------- | ----------- |
| 1948.       | 1.881       |             |
| 1953.       | 2.126       |             |
| 1961.       | 2.337       |             |
| 1971.       | 2.440       |             |
| 1981.       | 2.832       |             |
| 1991.       | 2.906       | 2.849       |
| 2002.       | 2.777       | 2.926       |
| 2011.       | 2.863       |             |
| 2022.       | 2.480       |             |

| Етнички састав према попису из 2002.‍ | Етнички састав према попису из 2002.‍ | Етнички састав према попису из 2002.‍ | Етнички састав према попису из 2002.‍ | Етнички састав према попису из 2002.‍ |
| ------------------------------------ | ------------------------------------ | ------------------------------------ | ------------------------------------ | ------------------------------------ |
|                                      |                                      |                                      |                                      |                                      |
| Срби                                 | Срби                                 |                                      | 2.746                                | 98,88%                               |
| Црногорци                            | Црногорци                            |                                      | 10                                   | 0,36%                                |
| Руси                                 | Руси                                 |                                      | 1                                    | 0,03%                                |
| Македонци                            | Македонци                            |                                      | 1                                    | 0,03%                                |
| непознато                            | непознато                            |                                      | 16                                   | 0,57%                                |

| Мајур у пописима Јагодинске нахије — од 1818. до 1829.                            |       |       |       |       |       |       |          |       |       |       |       |       |
| Година пописа                                                                     | 1818. | 1819. | 1820. | 1821. | 1822. | 1823. | 1824/25. | 1825. | 1826. | 1827. | 1828. | 1829. |
| Куће                                                                              | 53    | 51    | 56    | 57    | 65    | 58    | 63       | 66    | 61    | 60    | 61    | 61    |
| Пореске главе*                                                                    | -     | 60    | 65    | 65    | 67    | 69    | 68       | 71    | 66    | 67    | 70    | 68    |
| Арачке главе**                                                                    | 103   | 114   | 129   | 127   | 136   | 153   | 159      | 165   | 157   | 160   | 168   | 170   |
| *Пореске главе = Ожењени мушкарци \| ** Арачке главе = Мушкарци од 7 до 70 година |       |       |       |       |       |       |          |       |       |       |       |       |

| Година пописа     | 1948. | 1953. | 1961. | 1971. | 1981. | 1991. | 2002. |
| ----------------- | ----- | ----- | ----- | ----- | ----- | ----- | ----- |
| Број домаћинстава | 336   | 425   | 565   | 625   | 778   | 807   | 910   |

| Број чланова      | 1   | 2   | 3   | 4   | 5  | 6  | 7 | 8 | 9 | 10 и више | Просек |
| ----------------- | --- | --- | --- | --- | -- | -- | - | - | - | --------- | ------ |
| Број домаћинстава | 146 | 225 | 187 | 206 | 98 | 36 | 9 | 1 | 1 | 1         | 3,05   |

| Пол    | Укупно | Неожењен/Неудата | Ожењен/Удата | Удовац/Удовица | Разведен/Разведена | Непознато |
| ------ | ------ | ---------------- | ------------ | -------------- | ------------------ | --------- |
| Мушки  | 1.175  | 336              | 752          | 56             | 29                 | 2         |
| Женски | 1.178  | 201              | 743          | 202            | 28                 | 4         |
| УКУПНО | 2.353  | 537              | 1.495        | 258            | 57                 | 6         |

| Пол    | Укупно                    | Пољопривреда, лов и шумарство | Рибарство                            | Вађење руде и камена | Прерађивачка индустрија       |
| ------ | ------------------------- | ----------------------------- | ------------------------------------ | -------------------- | ----------------------------- |
| Мушки  | 593                       | 34                            | 2                                    | 0                    | 369                           |
| Женски | 300                       | 52                            | 1                                    | 0                    | 118                           |
| УКУПНО | 893                       | 86                            | 3                                    | 0                    | 487                           |
| Пол    | Производња и снабдевање   | Грађевинарство                | Трговина                             | Хотели и ресторани   | Саобраћај, складиштење и везе |
| Мушки  | 16                        | 37                            | 40                                   | 11                   | 27                            |
| Женски | 0                         | 1                             | 48                                   | 8                    | 8                             |
| УКУПНО | 16                        | 38                            | 88                                   | 19                   | 35                            |
| Пол    | Финансијско посредовање   | Некретнине                    | Државна управа и одбрана             | Образовање           | Здравствени и социјални рад   |
| Мушки  | 1                         | 4                             | 16                                   | 7                    | 6                             |
| Женски | 3                         | 5                             | 5                                    | 17                   | 29                            |
| УКУПНО | 4                         | 9                             | 21                                   | 24                   | 35                            |
| Пол    | Остале услужне активности | Приватна домаћинства          | Екстериторијалне организације и тела | Непознато            | Непознато                     |
| Мушки  | 9                         | 0                             | 0                                    | 14                   | 14                            |
| Женски | 3                         | 0                             | 0                                    | 2                    | 2                             |
| УКУПНО | 12                        | 0                             | 0                                    | 16                   | 16                            |